# بازیگران شهرستانی
بازیگران شهرستانی (لهستانی: Aktorzy prowincjonalni) یک فیلم درام لهستانی به کارگردانی آگنیشکا هولاند است که در سال ۱۹۷۹ منتشر شد.

## گزیدهٔ بازیگران
- هالینا وابونارسکا
- اِوا داوْکوفسکا
- یان چیچیرسکی
- یژی فدوروویچ
- آدام فرنتسی
- یژی کریشاک
- استانیسواف میخالسکی
- یرژی اشتور
- توماش ژیگادوئو
- باربارا راخوالسکا
- ریشارد کوتیس